# زهانغ زيلين
زهانغ زيلين (بالصينية: 张梓琳) وهي ملكة جمال وعارضة أزياء وملكة جمال الصين في سنة 2007 وملكة جمال العالم لسنة 2007 في المسابقة التي اقيمت في بلدها في مدينة سانيا في الصين ولدت في 22 مارس 1984 ويبلغ طولها 186 سم وهي أول امرأة من شرق آسيا تفوز بمسابقة ملكة جمال العالم.

## روابط خارجية
- زهانغ زيلين على موقع IMDb (الإنجليزية)
- زهانغ زيلين على موقع ميوزك برينز (الإنجليزية)
- زهانغ زيلين على موقع دليل عارضات الأزياء (الإنجليزية)